# Diane (película)
Diane es una película de drama estadounidense 2018 escrita y dirigida por Kent Jones. La película es protagonizada por Mary Kay Place, Jake Lacy, Deirdre O'Connell, Andrea Martin y Estelle Parsons. 
Tuvo su estreno mundial en el Festival de Cine de Tribeca el 22 de abril de 2018. Fue estrenada el 29 de marzo de 2019 por IFC Films. 

## Sinopsis
Diane es una viuda septuagenaria que dedica su vida a las necesidades de los demás. Llena sus días sirviendo comida a los vagabundos, visitando a amigos enfermos y, sobre todo, intentando ayudar a su hija drogadicta. Pero cuando su existencia empieza a marchitarse, se verá obligada a reflexionar sobre su identidad. 

## Reparto
- Mary Kay Place como Diane.
- Jake Lacy como Brian.
- Deirdre O'Connell como Donna.
- Glynnis O'Connor como Dottie.
- Joyce Van Patten como Madge.
- Phyllis Somerville como Ina.
- Andrea Martin como Bobbie.
- Estelle Parsons como Mary.
- Danielle Ferland como Birdie Rymanowski.
- Ray Iannicelli como Al Rymanowski.
- Celia Keenan-Bolger como Tally.
- Charles Weldon como Tom.
- Marcia Haufrecht como Carol Rymanowski.
- Barbara Andrés como Dallas.
- Kerry Flanagan como enfermera Jackie.
- Cara Yeates como Dorie.
- Gabriella Rhodeen como Carla.
- Paul McIsaac como George.
- Teri Gibson como Avis.
- Mary Fuller como Diana.
- Robert Vincent Smith como David.
- Patrick Husted como Bill.
- LaChanze como Jennifer.
- George Riddle como Les.

## Estreno
La película se estrenó en el Festival de Cine de Tribeca el 22 de abril de 2018. El 2 de agosto de 2018, IFC Films adquirió los derechos de distribución de la película. Fue estrenada el 29 de marzo de 2019.